# Tågstrejken i södra Sverige 2014
Tågstrejken i södra Sverige 2014 utbröt klockan 03:00 den 2 juni 2014 och upphörde 18 juni. Den omfattade Sekos medlemmar vid Öresundstågen och Snälltåget, anställda av Veolia Transport. Från den 17 juni strejkade även Sekomedlemmarna vid Kustpilen. I inledningsskedet drabbades uppskattningsvis 76 000 dagliga resenärer.
Konflikten rörde i första hand anställningsformer och schemaläggning vid Öresundstrafiken, men kom också att mer principiellt beröra frågorna om anställningsformer i hela avtalsområdet. Seko fick också stöd av flertalet LO-förbund, som varslade om sympatiåtgärder.
Strejken varade i drygt två veckor. Den tog slut den 18 juni efter att Seko och Almega accepterat ett medlarbud som bland annat innebar att timanställdas löner inom hela avtalsområdet nu ska motsvara de fast anställdas genomsnittslöner i stället för de tidigare lönestegen och att andelen arbete utfört av timanställda inte skall överstiga 5% på Öresundstågen. Seko menade att båda åtgärderna skulle motverka missbruk av timanställningar. Almega angav att de på grund av sitt samhällsansvar var tvungna att acceptera vad de såg som ett dåligt bud, därför att konsekvenserna av en utvidgad strejk hade blivit för allvarliga.
Skånetrafiken uppgav efter strejken att man hade förlorat 40 miljoner kronor i biljettintäkter under strejken samt uppskattningsvis ytterligare 40 miljoner på framtida intäkter kopplat till ändrade resvanor till följd av strejken.

## Bakgrund
Veolia ansåg att man hade övertalighet inom Öresundstågen och hade därför varslat ett stort antal medarbetare om uppsägning. En del av dessa skulle återanställas på deltid. Veolia uppgav att de på grund av kollektivavtalets regler inte kunde schemalägga de heltidsanställda till mer än 75-80 procent.
Seko menade att de kunde gå med på förändring av regler men ville istället ha garantier om begränsning av antalet tim- och deltidsanställda. Det ansåg inte Almega (som i konflikten företräder arbetsgivarsidan) att de kunde gå med på med hänvisning till arbetsgivarprerogativet.

## Händelseförlopp
- 29 november 2013: Veolia Transport vann upphandlingen om att köra Öresundstågen på den svenska sidan i fem år med start i december 2014.[5]
- 7 mars 2014: Veolia Transport varslade 252 anställda om uppsägning. Varslet berörde lokförare och tågvärdar på sju orter i södra Sverige som arbetar på Öresundstågen.[6]
- 15 maj 2014: Seko sade upp branschavtalet med Almega för spårtrafik.[7]
- 20 maj 2014: Seko varslade om strejk och konfliktåtgärder.
- 23 maj 2014: Almega Spårtrafikföretagen varslade om spegellockout som skulle träda i kraft 4 juni.[8]
- 1 juni 2014: Medlarna meddelade att de inte kunde lämna ett bud eftersom parterna stod för långt ifrån varandra.[9]
- 2 juni 2014: Strejken utlöstes klockan 03:00. Ungefär 300 Sekomedlemmar togs ut i strejk.[10]
- 4 juni 2014: Almegas spegellockout av Sekomedlemmar trädde i kraft klockan 09:00.
- 4 juni 2014: Seko varslade om att strejken skulle komma att utökas till att omfatta Kustpilen. Detta var utsatt till den 17 juni.[11]
- 8 juni 2014: Parterna presenterade nya förslag för första gången sedan strejken brutit ut men kunde inte hitta en lösning.
- 9 juni 2014: LO:s styrelse uttalade sitt stöd för strejken.[12]
- 10 juni 2014: Seko lade fram nya strejkvarsel som skulle påverka Krösatågen och Stockholms pendeltåg. De nya varslen skulle träda i kraft den 20 juni och omfatta 142 medlemmar vid Veolia Transport, som körde Krösatågen, och ungefär 700 medlemmar vid Stockholmståg, som körde Stockholms pendeltågen.[13] Dessutom varslar Elektrikerna om sympatistrejker.
- 12 juni 2014
  - Under dagen varslade HRF, IF Metall och Fastighets om sympatiåtgärder. HRF:s varsel riktade sig mot LSG Skychefs som levererade mat till SJ.[14]
  - Medlarna lade fram ett bud som gick ut på att konfliktåtgärder skulle dras tillbaka under två månader och medling ske lokalt mellan Seko och Veolia. Almega accepterade budet, men Seko sade nej.
- 13 juni 2014: Varsel om sympatistrejker från Kommunal och GS.
- 17 juni 2014
  - Den första utvidgningen av strejken trädde i kraft när ungefär 60 Sekomedlemmar vid Kustpilen lade ner arbetet.[15]
  - Seko lade nya strejkvarsel som skulle påverka godstågen. Varslen riktades mot Green Cargo och Baneservice Skandinavia och skulle träda i kraft den 27 juni. De omfattade ungefär 70 medlemmar.[16]
  - Varsel om sympatiåtgärder från Transport, Pappers, Livs och Målarna.
- 18 juni 2014
  - Varsel om sympatiåtgärder från Byggnads och Handels. Därmed hade alla LO-förbund utom Musikerförbundet varslat om sympatiåtgärder.
  - Medlarna lade fram ett bud som snabbt accepterades av Seko, och ett par timmar senare även av Almega. Därmed var strejken över.[17]

## Följder
Strejkens omedelbara konsekvens var att inga Öresundståg kunde köra på den svenska sidan. Huvudmännen satte inte in någon ersättningstrafik för Öresundstågen. Danska DSB startade dock en tågbuss som trafikerade Öresundsbron mellan Hyllie och Kastrup.
Under strejkens första dagar förlängdes några Pågatåg och Krösatåg, vilket kritiserades av Seko.